# Philippe de Lévis
Philippe de Lévis (Francia, 4 novembre 1435 – Roma, 11 novembre 1475) è stato un cardinale francese.

## Biografia
Nacque in Francia il 4 novembre 1435, da famiglia appartenente al nobile casato di Lévis.
Nel 1454 venne nominato arcivescovo di Auch e nel 1463 fu trasferito all'arcidiocesi di Arles.
Papa Sisto IV, dietro sollecitazione di Renato d'Angiò, lo elevò al rango di cardinale nel concistoro del 7 maggio 1473, con il titolo di cardinale presbitero dei Santi Marcellino e Pietro.
Morì l'11 novembre 1475, all'età di 40 anni e la sua salma fu tumulata nella Basilica di Santa Maria Maggiore in Roma.